# Gerth Geisler
Haab Gerth Sakæus Geisler (2. listopad 1882, Attu – 24. listopad 1934, Imerissoq) byl grónský obchodník a člen třetí a čtvrté Grónské zemské rady.

## Životopis
Gerth Geisler byl synem vrchního katechety Jakoba Nielse Nikolaje Geislera a jeho druhé manželky Else Margrethe Augustine Cecilie. Pracoval jako administrátor v správce obchodního centra (Udstedu) ve svém rodném městě. Tam byl v roce 1923 zvolen do zemské rady Severního Grónska. S výjimkou prvního zasedání v roce 1927 zasedal v zemské radě i v následujícím volebním období až do roku 1932, později působil jako správce obchodního centra v Imerissoqu, kde v roce 1934 ve věku 52 let zemřel na tuberkulózu.